# مغز گاو (غذا)

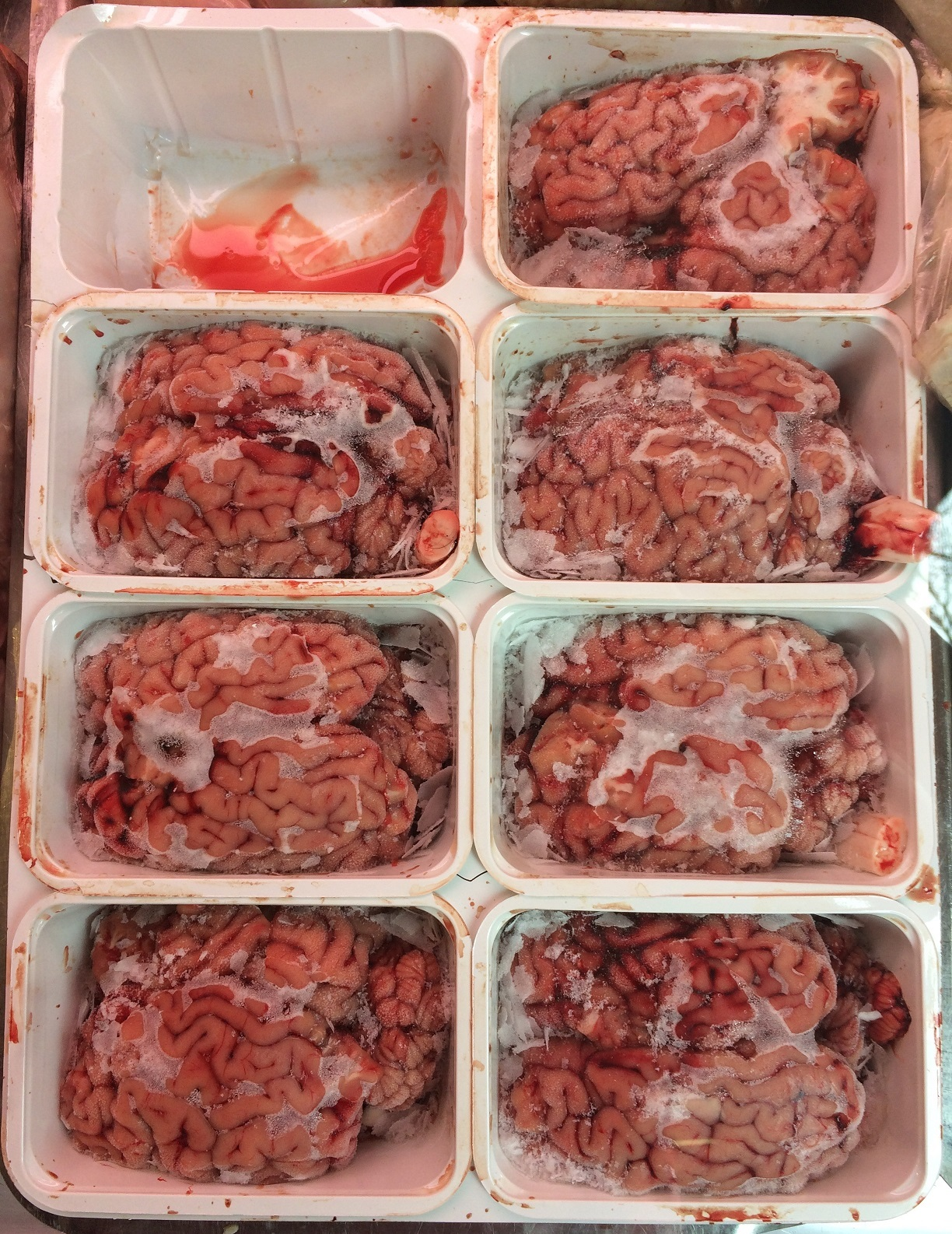
مغز گوساله (cervelle de veau)

مغز گاو (انگلیسی: Beef brain) و گوساله در آشپزی فرانسوی، ایتالیایی، اسپانیا، السالوادور، مکزیکی و همانند آنها مورد استفاده قرار می‌گیرد. در زبان اسپانیایی به آنها سِسوس (sesos) می‌گویند و در خوراکی‌های تاکو و کیسدیا مورد استفاده قرار گرفته و خورده می‌شوند؛ در پاکستان و بنگلادش و برخی مناطق هند مانند کلکته و کرالا در زبان اردو و بنگالی با نام مغز (Maghaz) معروف است.
مغز گوساله (یا cervelle de veau) یک خواکی رایج لذیذ در مراکش و اروپا است. این غذا، مغز گوساله است که به عنوان گوشت مورد مصرف قرار می‌گیرد.